# Monumento (Plastik)

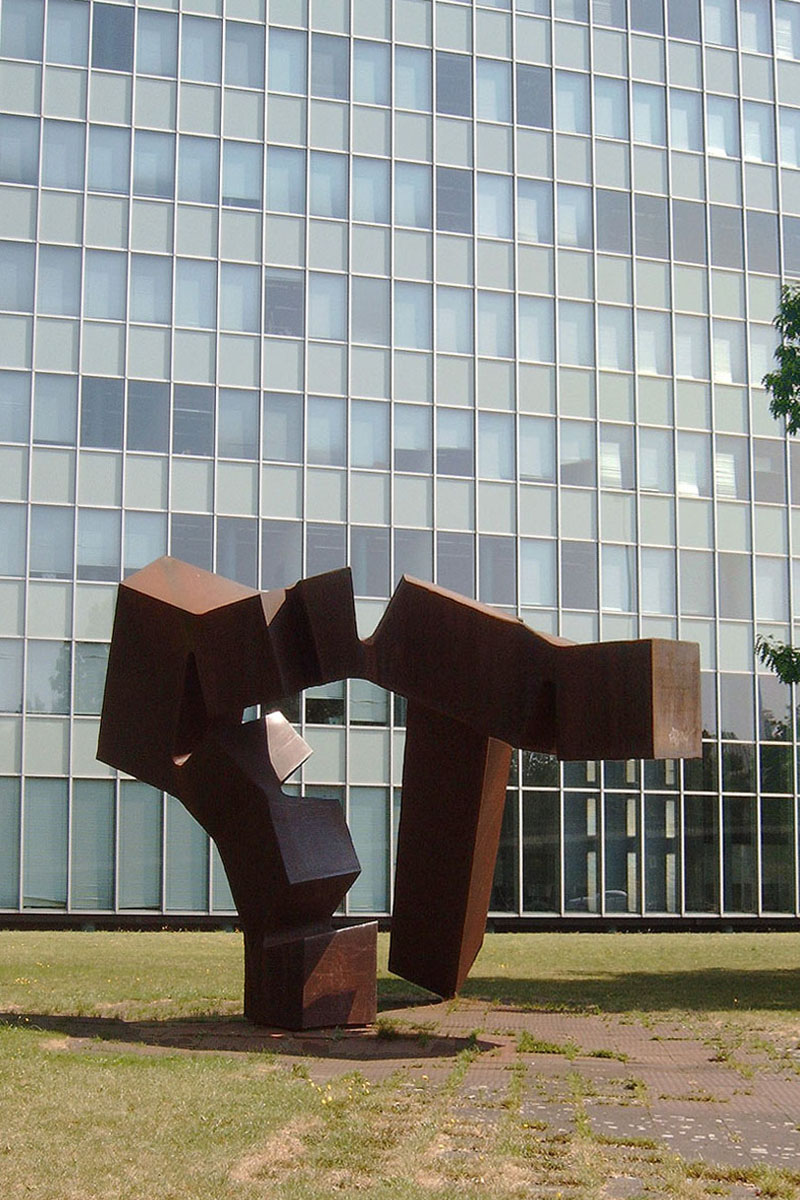
Monumento vor der Fassade des Dreischeibenhauses, Ansicht von Nordwesten, 2002

Monumento, auch Rumor de límites IX, ist der Titel einer Plastik des spanischen Bildhauers Eduardo Chillida. Sie ist die erste in Deutschland aufgestellte und erste größere Skulptur des Künstlers aus Stahl. Zum 100-jährigen Jubiläum der von August Thyssen gegründeten Walzstahlfabrik Thyssen & Co. wurde das Objekt der Stadt Düsseldorf, dem Sitz einer Nachfolgerin des Unternehmens, gestiftet und am 8. Juli 1971 auf einer Grünfläche am Dreischeibenhaus in Düsseldorf-Stadtmitte enthüllt.

## Beschreibung und Bedeutung
Das etwa 360 cm hohe Objekt ist eine aus drei Cortenstahl-Brammen geschmiedete, durch Schnitte und Verbiegungen geformte Figur, die aus verschiedenen Blickrichtungen unterschiedliche Ansichten erzeugt. Auf einer plattierten Fläche, unter der sich das Betonfundament der Plastik befindet, steigt der rund 65 Tonnen schwere Körper der Figur in würfelförmigen Abschnitten auf, verändert die Richtung der Bewegung mehrmals und fällt schließlich in einem längeren ungebrochenen Stück wieder zu Boden. Charakteristisch für viele Arbeiten Chillidas fußt die Plastik im Boden und greift dann in den Raum aus. Die Stellen der Schnitte zeigen Biegungen und Verstauchungen, die die Schritte und Kräfte sichtbar werden lassen, welche bei ihrer Entstehung obwalteten. Assoziativ lässt sich die Figur als sich aufbäumendes „Rückgrat mit Wirbeln“ lesen. Die Kunsthistorikerin Sabine Maria Schmidt beschrieb ihren Eindruck mit folgenden Worten:

„Die Skulptur mit ihrer raum- und gravitationüberwindenden Kraft erinnert an den ‚Höhenrausch‘, die Wucht und Dynamik manieristischer Vorbilder und vor allem barocker Skulptur.“

## Entstehung

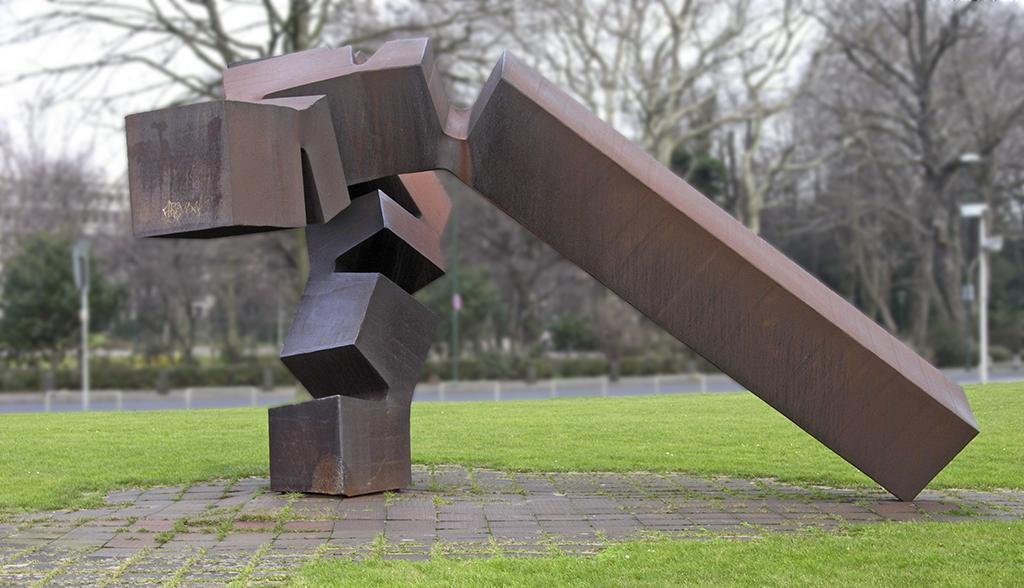
Ansicht von Südwesten, 2005, ursprünglicher Standort

Das Werk wurde auf Anregung des Düsseldorfer Gartenarchitekten Roland Weber von der August-Thyssen-Hütte AG zu deren Firmenjubiläum in Auftrag gegeben. Chillida griff bei ihm auf andere Werke zurück, in denen er durch Schnitte und Verbiegungen Skulpturen geschaffen hatte. Sie wurzeln in Arbeiten, die er bereits in den 1950er Jahren begonnen hatte, und beziehen sich auf sein „Lebensthema“, den Raum und die Leere. Darüber hinaus beschäftigte sich Chillida immer wieder mit der Beziehung zwischen Masse/Schwerkraft und Schwerelosigkeit. In einem Interview mit dem Sculpture Magazine erklärte er 1997: „The sculptures are very large and my work is a rebellion against gravity.“ Das gilt auch für das Düsseldorfer Monumento, das trotz seines enormen Gewichts eine spielerische Leichtigkeit vermittelt.
Der Cortenstahl wurde von der Hüttenwerke Oberhausen AG zu Brammen gegossen und in der Henrichshütte in Hattingen geschmiedet, geschnitten, gebogen und geschweißt. Chillida, der hierzu mehrfach vor Ort war, gab detaillierte Anweisungen, dass zwecks eines harmonischen Gesamtausdrucks an den Schweißstellen, an denen die Teile verbunden wurden, Stauchungen zu produzieren seien wie an den Schnittstellen, an denen die Blöcke gebogen wurden. Der Künstler zielte auf einen „urwüchsigen Eindruck“, den die Skulptur beim Betrachter erzeugen soll.
Als Aufstellungsort hatte sich Chillida den Haupteingang des Dreischeibenhauses am Gustaf-Gründgens-Platz gewünscht. In der Nähe des Düsseldorfer Schauspielhauses wäre das Objekt dort von allen Seiten gut zu umschreiten und zu betrachten gewesen. Aus statischen Gründen war dies allerdings nicht möglich, weil die Decke einer dort befindlichen Tiefgarage die schwere Skulptur nicht getragen hätte. Daher wurde als Aufstellungsort eine Grünfläche an der Hofgartenstraße, an der Westseite des Dreischeibenhauses, gewählt. Dabei gab Chillida die Anweisung, dass die Skulptur auf plattiertem Grund stehen solle, damit der Betrachter unter der Plastik hindurchgehen kann.

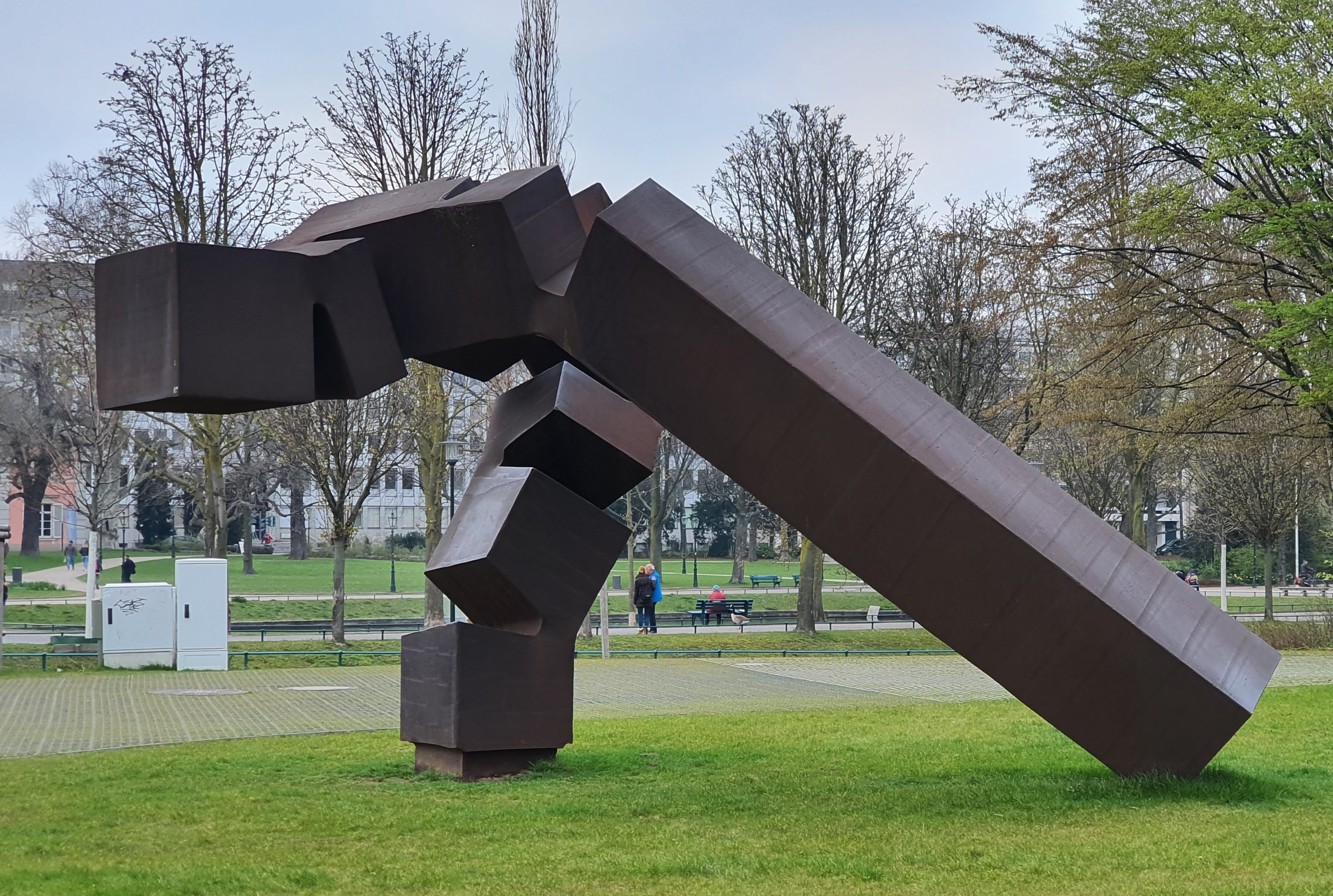
Neuer Standort, seit 2013

Im Jahr 2013 musste die Plastik im Rahmen der Untertunnelung des Areals am Kö-Bogen um ca. 20 Meter in Richtung nördliche Düssel versetzt werden. Denn am alten Standort war ein großer Versorgungsschacht zur darunter liegenden Schnellstraße geplant. Am neuen Standort wurden entgegen der Intention des 2002 verstorbenen Künstlers die Trittplatten entfernt. Die tief reichenden Fundamente unter den beiden Standflächen, die das 65 Tonnen schwere Objekt tragen, sind nicht erkennbar.

## Rezeption
Anfang der 1970er Jahre war Kunstsponsoring durch Unternehmen in Deutschland noch unüblich. Im Geiste der 68er-Bewegung warfen Teile der damaligen Kunstkritik dem Künstler vor, eine unkritische, kapitalistischem Kunstverständnis verwandte Haltung einzunehmen. Bei der Enthüllung des Kunstwerks nahm nur ein kleiner Honoratiorenkreis der Stadt Düsseldorf teil. Der SPD-Oberbürgermeister Willi Becker soll die Schenkung mit den Worten quittiert haben: „Einem geschenkten Gaul schaut man nicht ins Maul.“ Als im Jahr 2013 im Zusammenhang mit dem Kö-Bogen und der Wehrhahn-Linie eine Baustelle eingerichtet werden musste und das Objekt darin ohne Sicherungsmaßnahmen stand, kritisierten Kulturjournalisten den nachlässigen Umgang mit dem bedeutenden Kunstwerk.